# Division civile mineure
Une division civile mineure (en anglais : minor civil division) (MCD) est un terme utilisé par le Bureau du recensement des États-Unis pour désigner la division administrative la plus petite d'un comté, comme les canton civils, ou les precincts.
Dans vingt États, toutes ou certaines MCD sont des unités d'usage gouvernemental : au Connecticut, Illinois, Indiana, Kansas, Maine, Massachusetts, Michigan, Minnesota, Missouri, Nebraska, New Hampshire, New Jersey, New York, Dakota du Nord, Ohio, Pennsylvanie, Rhode Island, Dakota du Sud, Vermont, et Wisconsin. La plupart de ces MCD sont légalement désignées comme des cités, des villes ou des municipalités.
Dans les États n'ayant pas de MCD, le Bureau de recensement désigne des census county divisions (CCD). Dans les États utilisant les MCD, quand une portion de l'État n'est pas couverte par une MCD, le Census Bureau crée des entités additionnelles telles que les territoires non-organisés, qui sont l'équivalent des MCD à des fins statistiques.